# کریستوف مایر
کریستوف مایر (انگلیسی: Christoph Meier؛ زادهٔ ۳ ژانویهٔ ۱۹۹۳) ورزشکار ورزش شنا اهل لیختن‌اشتاین است.
وی در مسابقات کشوری و بین‌المللی در مجموع برندهٔ ۳ مدال طلا، ۹ مدال نقره و ۳ مدال برنز شده‌است.